# 臨時戸籍
臨時戸籍（りんじこせき）とは、米軍占領下の沖縄諸島において、沖縄戦によって滅失した戸籍に代わるものとして臨時に編製された暫定的な戸籍である。
沖縄民政府の「臨時戸籍事務取扱要綱」に基づいて再製された。「戸主」を中心とする家族集団単位で編製するなど従来の戸籍制度に倣っているが、本籍の他にも現住所が記され、「配給台帳」としても用いられるなど、寄留簿（現在の住民票に相当）的な要素が入ったものであった。そのため、戸籍が滅失しなかった先島諸島や奄美群島などに本籍を持つ者、本土籍の者、無国籍者や外国人であっても対象になった。また、氏名にはローマ字でルビが付され、米軍への労務提供の資料として利用された。
しかし、死亡者や行方不明者について大部分が記載漏れになっていたり、身分事項欄が空白や不実記載であったりするなど、身分関係を公証するには不十分なものであった。1954年公布の戸籍整備法（1953年立法第86号）による戸籍再製まで用いられた。